# Kavunluk, Yeşilyurt
Kavunluk là một xã thuộc huyện Yeşilyurt, tỉnh Tokat, Thổ Nhĩ Kỳ. Dân số thời điểm năm 2011 là 43 người.